# Pfarrkirche Großsteinbach

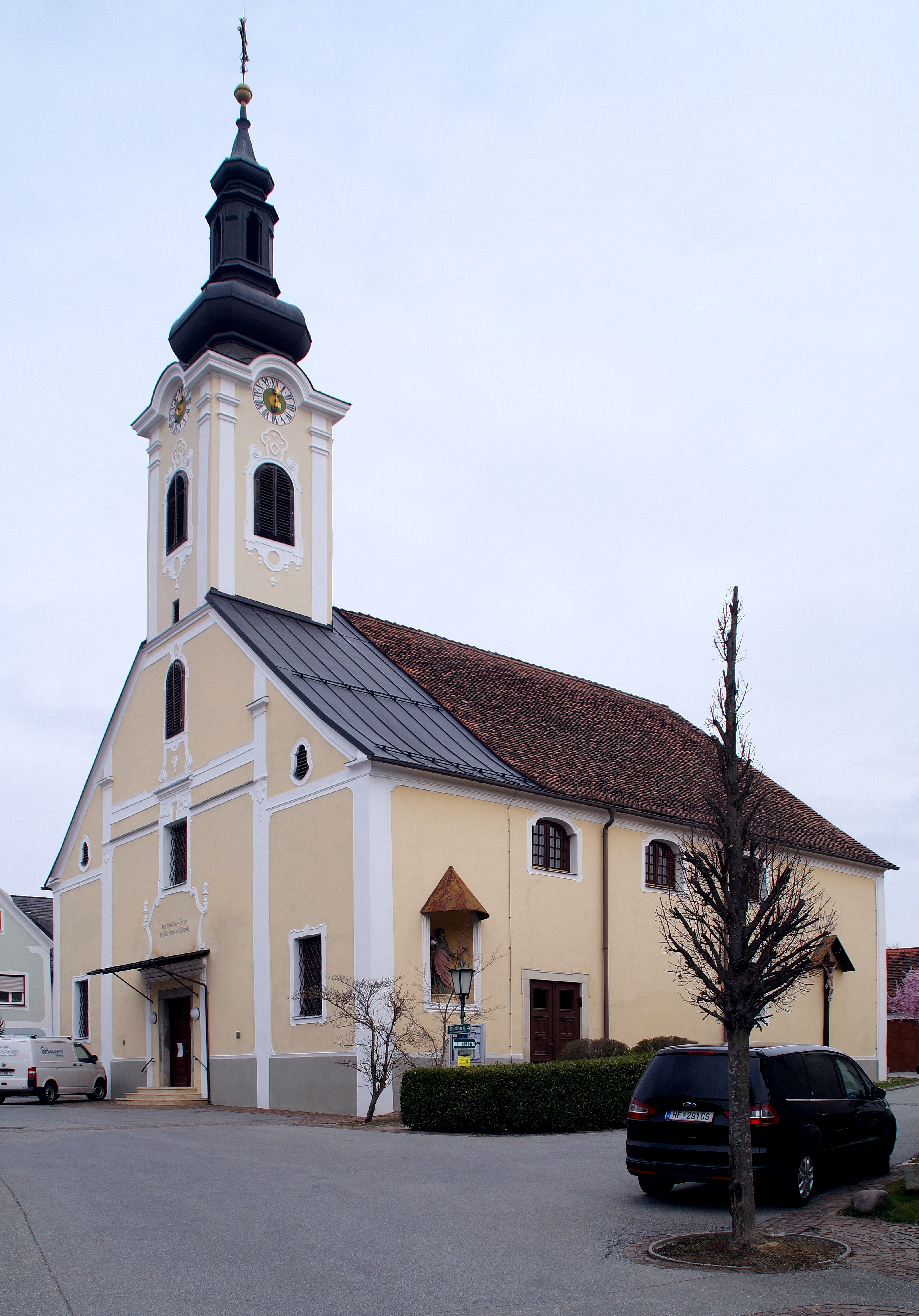
Katholische Pfarrkirche hl. Maria Magdalena in Großsteinbach

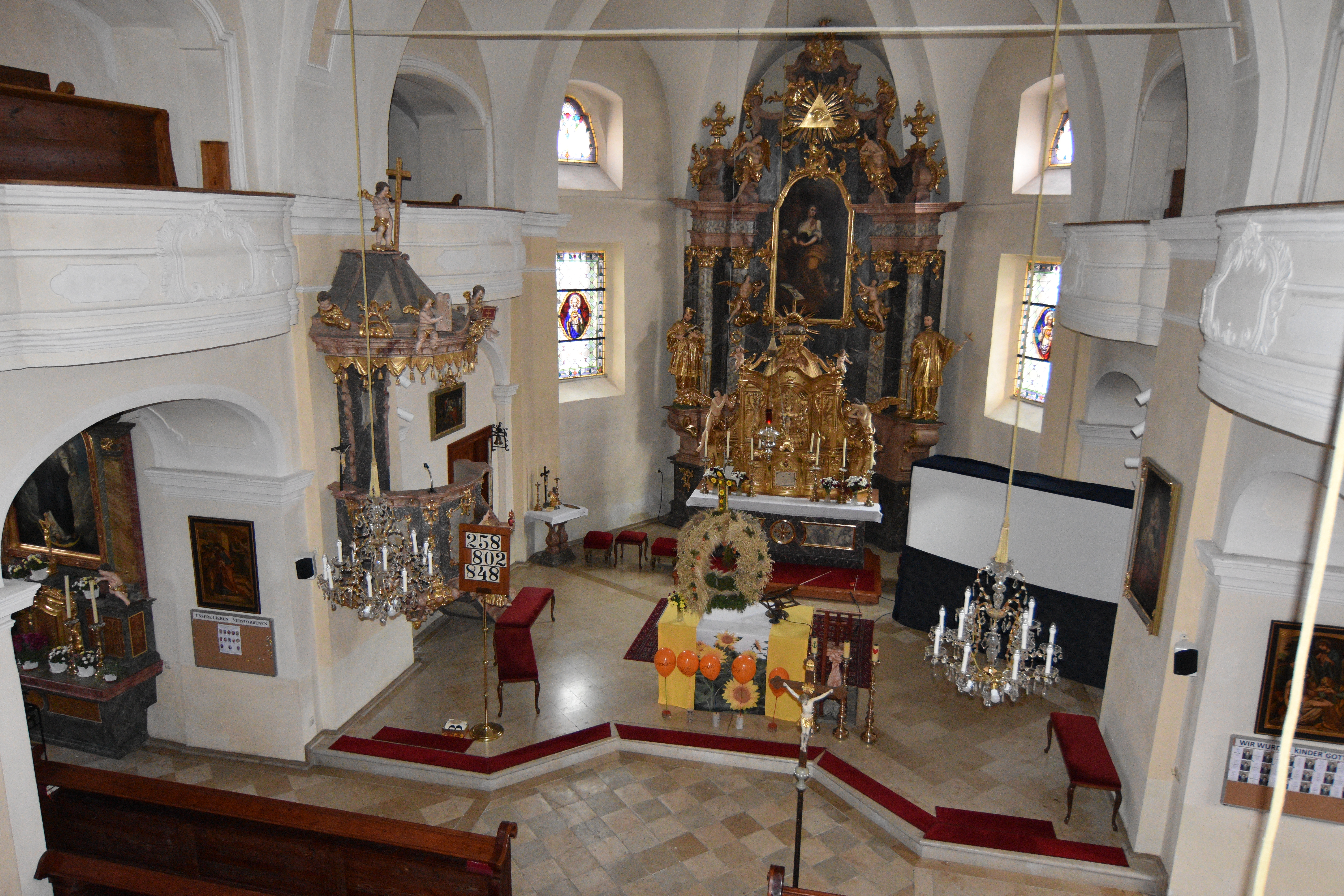
Langhaus, Blick zum Chor

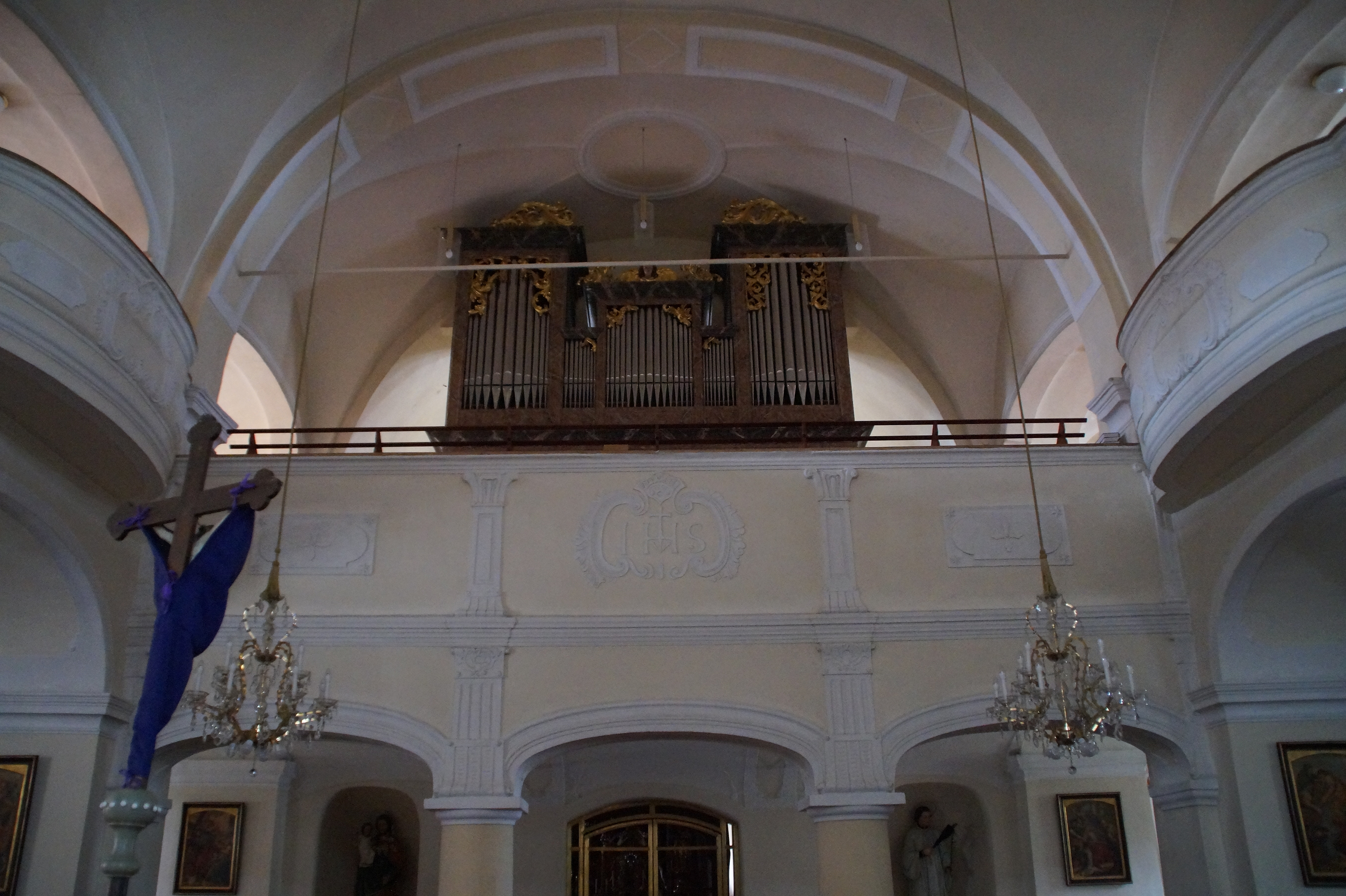
Langhaus, Blick zur Empore und Orgel

Die römisch-katholische Pfarrkirche Großsteinbach steht in der Gemeinde Großsteinbach in der Steiermark. Die dem Patrozinium der Heiligen Maria Magdalena unterstellte Pfarrkirche gehört zur Region Oststeiermark (Dekanat Gleisdorf) in der Diözese Graz-Seckau. Die Kirche steht unter Denkmalschutz (Listeneintrag).

## Geschichte
Die Kirche wurde 1400 urkundlich genannt. Im 3. Viertel des 17. Jahrhunderts erfolgte ein Umbau. Die Kirche wurde in spätbarocker Zeit erweitert. 1969 war eine Gesamtrestaurierung.

## Architektur
Das Mittelschiff mit dem einjochigen Chor mit einem 3/8-Schluss und die nördlich angebaute Sakristei bilden den älteren Kirchenbau. Diese älteren Kirchenräume haben Kreuzgratgewölbe mit Gurten und Stuckfeldern. Das dreischiffige dreijochige Langhaus entstand durch den Anbau der zwei schmäleren Seitenschiffe unter Platzlgewölben mit vertieften Zierfeldern und darüber liegenden Emporen mit vorschwingenden Brüstungen. Zeitgleich erfolgten eine Verbreiterung und Neugliederung des in die Westfront einbezogenen Turmes mit Lisenen und Pilastern. Weiters erfolgte eine Umrahmung des Portales und der Fenster. Auch die dreiachsige Orgelempore auf kräftigen Säulen erfolgte im frühklassizistischen Schmuck.
Außen an der Südwand ist die Nischenfigur Magdalena aus dem Ende des 17. Jahrhunderts.

## Einrichtung

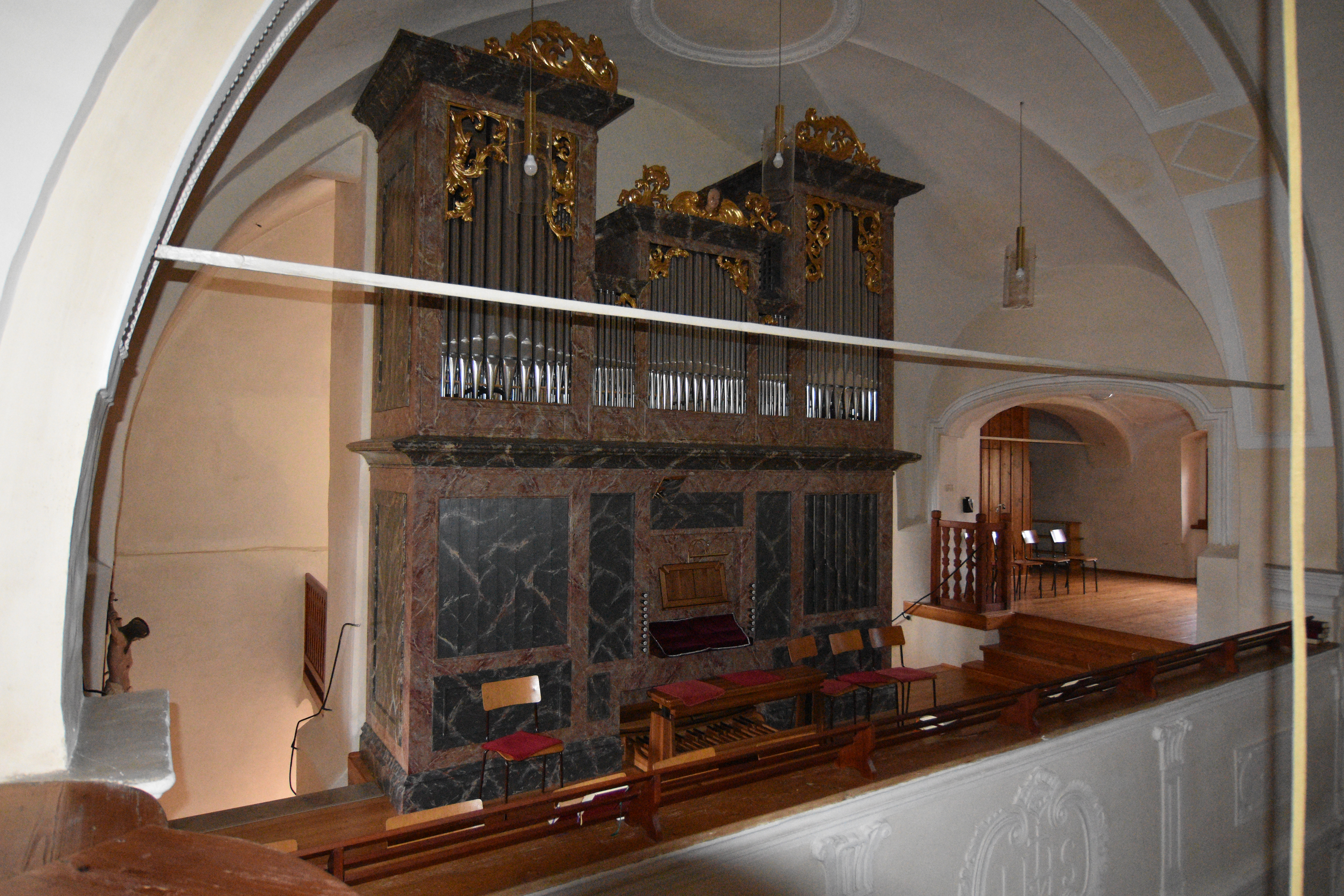
Die Orgel aus dem 18. Jahrhundert

Der Hochaltar aus 1776 zeigt ein Bild von Toni Hofer (1951). Der rechte Choraltar aus dem 3. Viertel des 18. Jahrhunderts trägt Figuren aus dem Ende des 19. Jahrhunderts. Der Seitenaltar und die Kreuzigungsgruppe sind aus dem 19. Jahrhundert. Die Kanzel um 1775 steht dem Typus von Jakob Peyer nahe. Es gibt ein Bild hl. Joseph um 1800. Im rechten Kirchenschiff ist ein hl. Grab mit gestaffelten Kulissen und grober Bemalung aus dem 1. Drittel des 19. Jahrhunderts. Das Taufbecken ist aus Stein mit einem Balusterfuß aus dem 3. Viertel des 17. Jahrhunderts.
Die Orgel aus der 1. Hälfte des 18. Jahrhunderts hatte ein Werk von Konrad Hopferwieser senior (1908). Die heutige Orgel hat ein Werk der Orgelbauwerkstatt Pircher aus Steinach am Prenner (Jahr?).
Im Fassadenturm der Pfarrkirche Großsteinbach hängen 4 Glocken aus unterschiedlichen Zeiten: Die drei großen Glocken wurden im Jahr 1949 in der Glockengießerei Grassmayr in Innsbruck gegossen, die kleine stammt noch aus der Zwischenkriegszeit aus der Grazer Gießerei Ernest Szabo und wurde im Jahr 1922 gegossen. Die Glocken erklingen in den Tönen g#/1 h/1 d/2 f#/2 ergeben die Glocken eine eigenständige Tonfolge.